# Van der Spek
Van der Spek (ook: Van der Speck(e), Verspeck(e) is een geslacht dat zijn oorsprong vindt in de omgeving Lisse. De naam Van der Specke wordt voor het eerst genoemd in een akte uit 1329, waarin Dirck van der Specke door graaf Willem III met een stuk grond wordt beleend.[3]

## Specke
Uit het Middelnederlands komt het woord spijc: brug van boomstammen, knuppeldam, in een moerassig gebied.
Volgens het Middelnederlands Handwoordenboek van Verdam heeft specke, spicke of spick de betekenis van een uit rijshout, zand, zoden en dergelijke opgeworpen dam, brug of weg in een moerassige streek.
Van zulke dammetjes zullen er vroeger heel wat zijn geweest en deze zullen op een aantal plaatsen ook gediend hebben om uniek naar iemand te verwijzen.

## 't Huis ter Specke
Het geslacht Van der Specke heeft zich vernoemd naar haar bezit: 't Huis ter Specke. Het huis lag in de nabijheid van een belangrijke verkeersader die het noorden van het Graafschap Holland met het zuiden verbond. In de middeleeuwen was er een tamelijk groot aantal adellijke behuizingen te vinden, zoals de aanzienlijke kastelen Egmond, Brederode, Teijlingen en Dever.
Ook kleine edelmanswoningen waren hier te vinden, zonder veel allures en waarschijnlijk slechts eenvoudige stenen huizen. 't Huis ter Specke onder Lisse zal een dergelijke woning zijn geweest. Het huis ontleende zijn naam aan "die Specken", het met wilgen overdekte drassige land dat het huis omringd.
't Huis ter Specke wordt voor het eerst vermeld in 1343.

## Familieafkomst
De eerdergenoemde Dirck (Willemsz) van der Specke (ook Verspecke) zegelde als schepen en schout te Haarlem met een wapen gelijk aan de familie Van Teylingen, dat gebaseerd was op het wapen van de Graven van Holland maar dan voorzien van een barensteel. Bastaardij van de graven van Holland wordt algemeen aangenomen al is een barensteel beslist iets anders dan een bastaardbalk. Ook het feit dat Dirck en zijn gelijknamige zoon Dirck de hoge functie van schout vervulden kan een aanwijzing zijn. Voorts is de stamvader Willem, soms met zijn zoon Dirck, vermeld van 1329-1343 in diverse belenings- en overdrachtsakten.

## Bekende personen
Bekende Nederlanders met de geslachtsnaam Van der Spek:
- Johannes van der Spek (1886-1982) - psychiater
- Fred van der Spek (1923-2017) - politicus
- Kees van der Spek (1964) - journalist, programmamaker
- Arjanne van der Spek (1958) - beeldend kunstenaar
- Paulus van der Spek (1723-1809) - boer, schrijver en dichter
- Rob van der Spek ( 1944 ) Radio en tv presentator, veilingmeester